# Gilbert (Arizona)
Gilbert ist eine Großstadt im Maricopa County des US-Bundesstaats Arizona in den Vereinigten Staaten.
Das U.S. Census Bureau hat bei der Volkszählung 2020 eine Einwohnerzahl von 267.918 ermittelt.

## Geographie
Das Stadtgebiet Gilberts hat eine Größe von 111,9 km² und befindet sich südlich des U.S. Highway 60 und nördlich der Arizona State Route 202. Die Stadt stellt eine principal city der Metropolregion Phoenix dar.

## Klima
Im Winter liegt die durchschnittliche Höchsttemperatur bei 20 °C (Januar) und die Tiefsttemperatur bei 5 °C (Dezember). Der Sommer ist sehr heiß in Gilbert. Die durchschnittliche Höchsttemperatur ist 41 °C (Juli) und nachts 25 °C (Juli). Die extremsten Temperaturen liegen bei 48 °C (Juli) und −9 °C (Januar). Im Jahr fallen 235 mm Niederschlag. Schnee ist besonders selten in dieser Region.

## Einwohnerentwicklung
| Jahr | Einwohner¹ |
| ---- | ---------- |
| 1980 | 5.717      |
| 1990 | 29.149     |
| 2000 | 109.697    |
| 2010 | 208.403    |
| 2020 | 267.918    |

¹ 1980–2020: Volkszählungsergebnisse des US Census Bureau

## Städtepartnerschaften
Gilbert unterhält Partnerschaften mit Antrim and Newtownabbey in Nordirland und Leshan in der Volksrepublik China.

## Persönlichkeiten
- George Lind (* 1977), Pokerspieler, stammt aus Gilbert
- Ryan Fitzpatrick (* 1982), Footballspieler, in Gilbert geboren
- Lindsey Stirling (* 1986), Violinistin, in Gilbert aufgewachsen
- Ashley Hatch (* 1995), Fußballspielerin, in Gilbert geboren
- Collin Dean (* 2005), Kinderdarsteller, in Gilbert geboren